# Rudelsburger Allianz

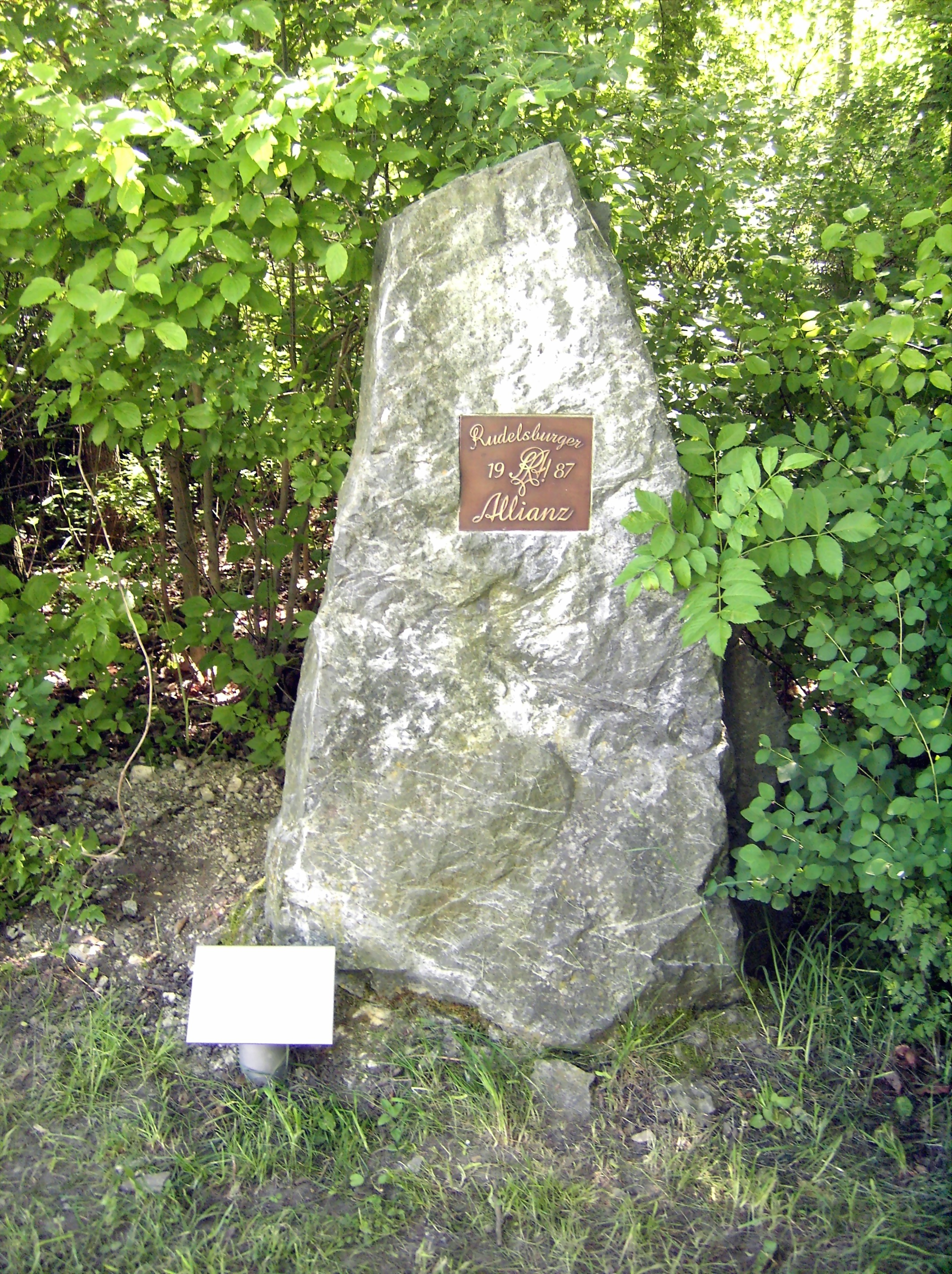
Allianzstein auf der Rudelsburg

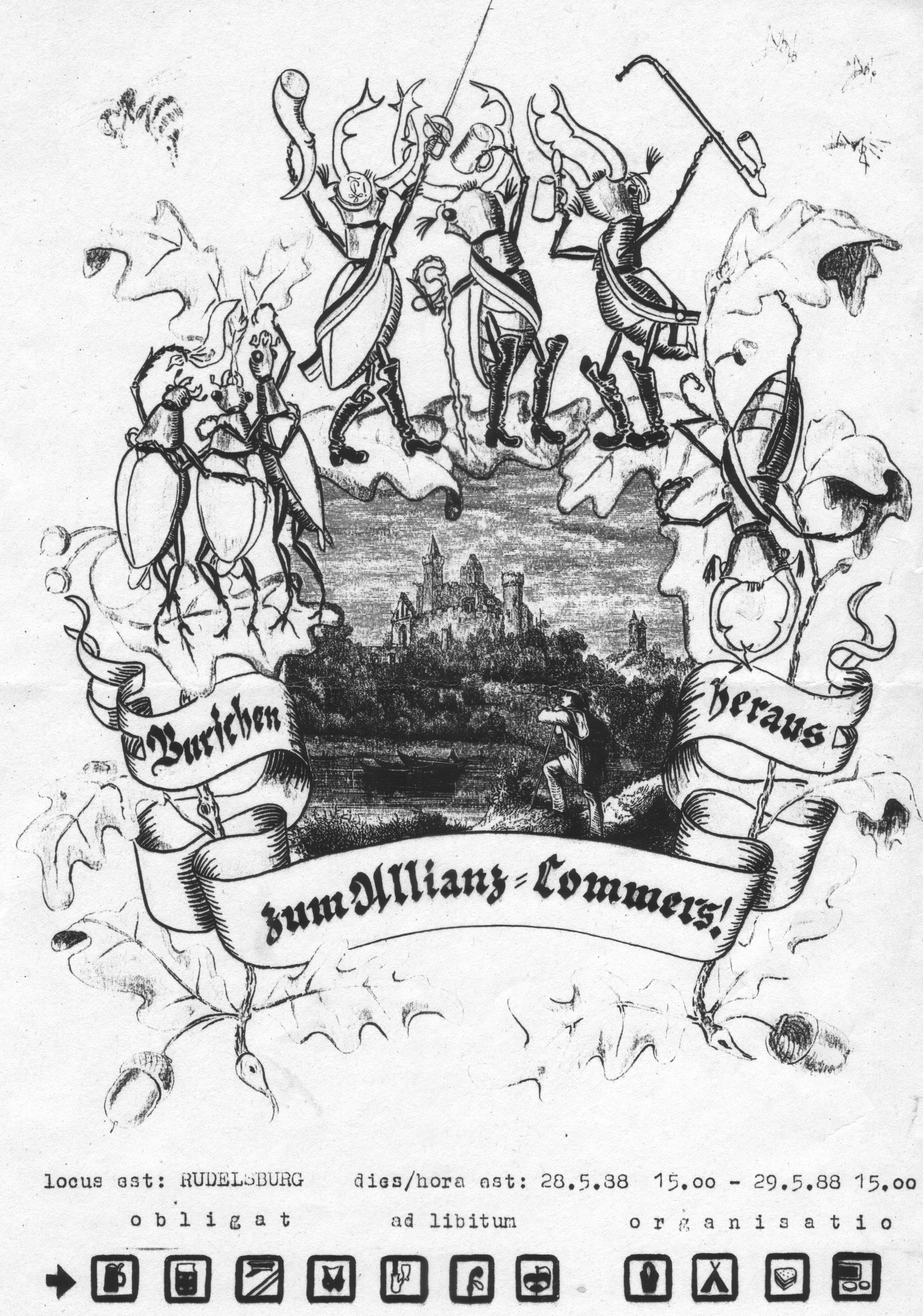
Einladung zum Allianzkommers 1988

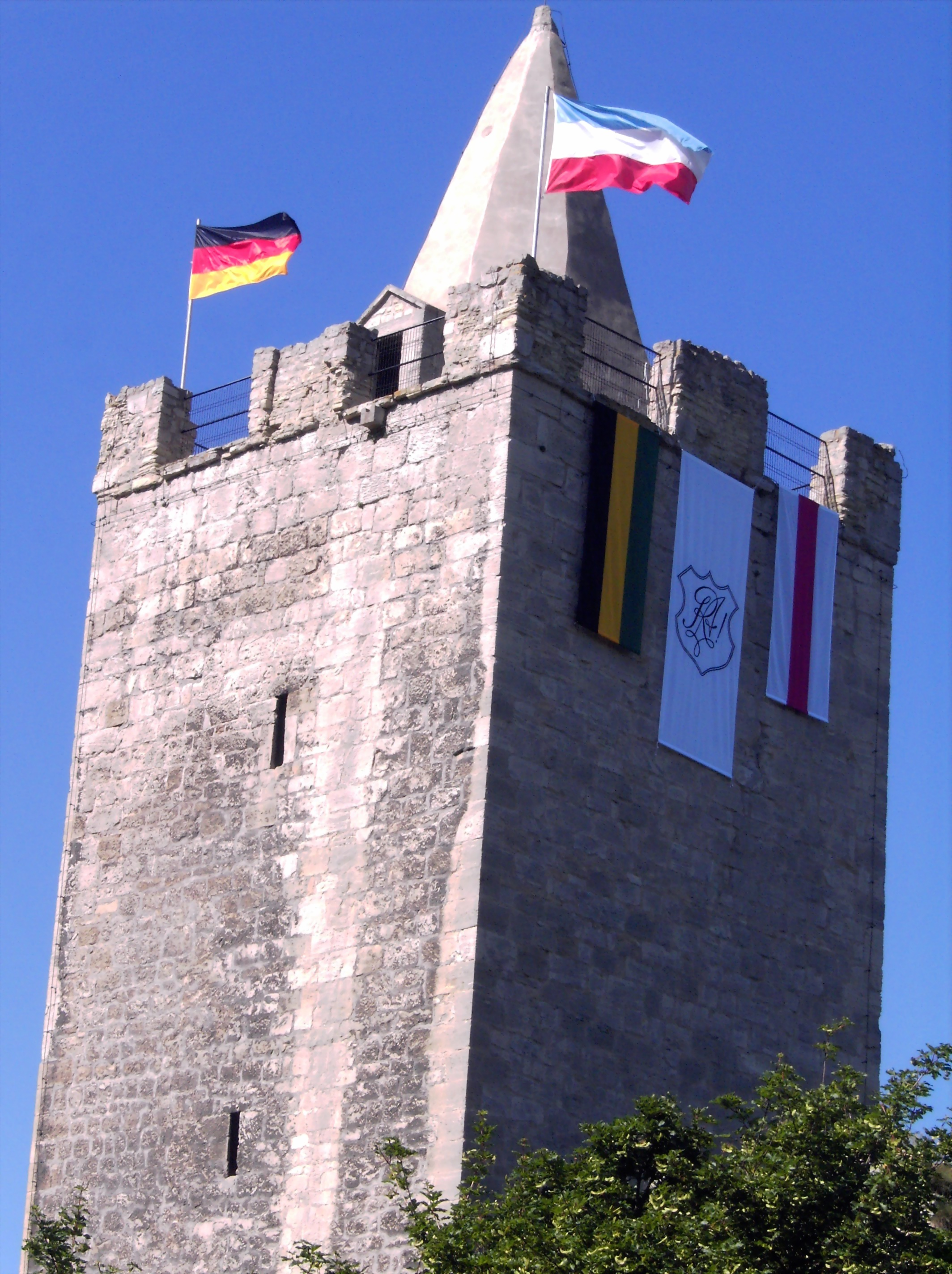
Rudelsburg beim XX. Allianzkommers

Die Rudelsburger Allianz (RA) ist ein informeller Zusammenschluss von Studentenverbindungen unterschiedlicher Art, die vor dem Mauerfall am 9. November 1989 in der Deutschen Demokratischen Republik entstanden sind.

## Geschichte
Die RA wurde am 10. Februar 1990 in Halle (Saale) gegründet. Die Allianzfarbe ist weiß, die „Summe aller Farben.“ Der Wahlspruch lautet In varietate unitas!
Das Besondere an diesen Verbindungen war, dass sie in der Zeit der SED-Herrschaft aus Interesse an traditionellen studentischen Sitten und Gebräuchen entstanden sind – ohne nennenswerte Mithilfe oder Unterstützung von Verbindungen aus Westdeutschland. Auch wurde nicht versucht frühere Verbindungen, die vor der deutschen Teilung auf dem Territorium der DDR bestanden, weiterzuführen. Vielmehr wurden neue Verbindungen gegründet, deren Mitglieder sich bemühten, sich das Wissen über die alten Traditionen anzueignen, was aufgrund der schlechten Quellenlage in der DDR nur unzureichend möglich war.
Der förmlichen Gründung der Rudelsburger Allianz im Jahre 1990 gingen in den 1980er Jahren gemeinsame Kommerse voraus, seit 1987 auf der Rudelsburg.
Eine Besichtigung des Burschenschaftsdenkmals in Eisenach durch Mitglieder der Rudelsburger Allianz im Herbst 1987 erregte die Aufmerksamkeit der NVA und wurde von der Polizei abgebrochen. Aufgrund der Bänder und Mützen nahm man an, dass „Burschenschafter aus der BRD“ das Gebäude besichtigten.
Als nach der Wende (DDR) die ersten Verbindungen, die die letzten Jahrzehnte im Westen verbracht hatten, wieder an ihre mitteldeutschen Standorte zurückkehrten, erloschen die vor 1990 in der DDR neu entstandenen Verbindungen nicht, sondern existierten weiter. Dabei gingen sie – Wingolf, Cartellverband, Coburger Convent, Technischer Cartell-Verband und verbandsfreie – zwar getrennte Wege; sie blieben aber unter dem Dach der Rudelsburger Allianz vereint.
Ihren Namen hat die Allianz von der Rudelsburg, auf der sie sich zum jährlichen Allianzkommers am Samstag nach Pfingsten trifft. Viele der Teilnehmer reisen auch weiterhin auf dem Wasserweg an. Dazu fahren sie auf Flößen oder in Zinkbadewannen von Jena oder Camburg die Saale hinab.
Das Studentenlied der Allianz ist das bei vielen Studentenverbindungen beliebte Lied Dort Saaleck, hier die Rudelsburg. Wolfgang Kupke (Saxo-Ascania Hallensis) fügte dem berühmten Studentenlied die Allianzstrophe hinzu:
Ihr Brüder von der Allianz im Westen oder Osten,

legt ineinander Eure Hand, laßt uns die Freiheit kosten.

In varietate unitas, so wollen wir es halten,

vereint an diesem schönen Ort, die Jungen und die Alten.

## Mitgliedskorporationen
- KDStV Alemannia zu Greifswald und Münster (CV)
- Bauconstructiva Lipsiensis Leipzig (verbandsfrei)
- F.St.K. Cimbria Dresdensis Dresden (verbandsfrei)
- Sängerschaft Concordia Greifswald (verbandsfrei)
- A.V. Eques Aureus Dresdensis Dresden (verbandsfrei)
- Burschenschaft Gaudea zu Köthen/Anhalt (verbandsfrei)
- KDStV Germania Leipzig (CV)
- Burschenschaft Gloriosa Erfordensis (verbandsfrei)
- Akad. A.H.V. Keynhausia Leipzig (verbandsfrei)
- C.St.V. Ottonia Magdeburg (Mitglieder des Altherrenverbandes teilweise im VAW)
- Dresdener Burschenschaft Salamandria (DB)
- KDStV Salana Jenensis Jena (verbandsfrei)
- Landsmannschaft Plavia-Arminia Leipzig (ehem. Akad. Landsmannschaft Saxo-Afrania Leipzig) (CC)
- D.St.V. Saxo-Ascania Hallensis Halle (verbandsfrei)
- K.T.V. Unitas Ilmenau-Kassel Ilmenau (TCV)